# BSC Music
BSC Music ist ein deutsches Tonträgerunternehmen (Independent-Label) und ein Musikverlag in München.

## Geschichte
Die beiden Musiker Christoph Bühring-Uhle und Christian Stolberg gründeten im Oktober 1988 das Tonträgerunternehmen und den Musikverlag mit Unterstützung von Bühring-Uhles früherem Arbeitgeber World of Music, für den er damals als Verkaufsleiter arbeitete. Sitz war zunächst Icking, von 1999 bis Anfang 2017 war das Label in Münsing am Starnberger See ansässig. Anfang der 1990er Jahre schloss BSC Music erstmals Verträge mit prominenten britischen Acts wie Rupert Hine und The Fixx.
Größter Erfolg aus der Anfangszeit war das Sublabel Focus, das sich auf deutschsprachigen Pop und Rock spezialisierte. Die Band Cusco von Michael Holm und Kristian Schultze konnte mit ihren Alben bis zu 1,5 Millionen Exemplare absetzen und so zu einem Großteil den Aufbau des Labelprogramms finanzieren. 1993 und 1994 erschienen die beiden Kompilationen Brennzeichen D und And the Beat Goes On. Nach einer starken Expansionsphase mit bis zu 13 Bands und einem eigenen Festival, fuhr das Label Verluste ein und verkleinerte sich wieder.
Der musikalische Schwerpunkt liegt heute im Bereich der sogenannten Weltmusik. Vor allem das Label Prudence (Instrumentalmusik) konnte sich mit seiner Musikauswahl international einen Namen machen.
Weitere Label sind unter anderem MundArt, auf dem Alben bayerischer Bands und Künstler veröffentlicht werden, R 'n' D (Rock aus Großbritannien und Deutschland) und Embab (Jazz). Über Rotz+Wasser werden die Alben der deutschen Punkband Lustfinger verkauft.
Der CD Vertrieb erfolgt über Bertus Distribution, der Digital-Vertrieb erfolgt über Zebralution.

## Künstler
Unter Vertrag stehen unter anderem:
- Achillea
- Alquimia
- Art of Infinity
- Cusco
- Deep Imagination
- Delago
- Gandalf
- Ginkgo Garden
- David & Steve Gordon
- Nasser Kilada
- Jaya Lakshmi
- Christina Lux
- Peter Mergener
- Sophia
- Leni Stern
- Inker & Hamilton
- Oansno
- Schorsch Hampel
- Le-Than Ho
- Williams Wetsox
- Kupfer
- IRXN
- Gnadenkapelle
- No Snakes In Heaven
- Sacco & Mancetti
- Udo Schild
- Garden Gang
- Marionetz
- Potsch Potschka
- Ihre Motive
- TYA

Die komplette Liste ist auf der Website zu finden.